# Ambrus Edit
Ambrus Edit (Szeged, 1928. január 11. – ) Jászai Mari-díjas magyar színésznő.

## Életpályája
1949-ben végzett a Színház- és Filmművészeti Főiskolán. 1949-ben és 1950-ben a Vidám Színházban, a Belvárosi Színházban és a Vidám Színpadon játszott. 1950-ben Szegedre szerződött. 1957–60-ban a Petőfi, illetve Jókai Színház, 1960-tól 1965-ig a Pécsi Nemzeti Színház tagja. Később Münchenbe költözött és egy taxivállalatot vezetett. Jelenleg is Münchenben él, de gyakran jön haza Magyarországra. Egy időben forgatókönyveket és regényeket írt. Egyik fia aki 11 nyelven beszél, tanár végzettségű és évek óta Budapesten él.

### Magánélete
Férje Inke László színész volt, akitől elvált.

## Fontosabb színházi szerepei
- William Shakespeare: Othello... Desdemona
- William Shakespeare: Szentivánéji álom... Heléna
- William Shakespeare: Vízkereszt... Viola
- Benjamin Jonson: Volpone... Colomba
- Molière: A fösvény... Marianna
- Alexandre Dumas: A három testőr... Ausztriai Anna, a királyné
- Victor Hugo: A királynő kegyence... Jane
- Victor Hugo: A nevető ember balladája... Josiane
- Anton Pavlovics Csehov: Három nővér... Mása, Andrej húga
- Anton Pavlovics Csehov: Ványa bácsi... Jeléna Andréjevna
- Nyikolaj Vasziljevics Gogol: A revizor... Marja Antonovna
- Friedrich Schiller: Ármány és szerelem... Lujza
- Jean Anouilh: Erkölcsös szerelem (Colombe) ... Colombe
- George Bernard Shaw: Az ördög cimborája... Judit
- George Bernard Shaw: Warrenné mestersége... Vivie
- Jean-Paul Sartre: A tisztességtudó utcalány... Lizzie
- Jaroslav Hašek: Svejk... Katy
- Eduardo De Filippo: Vannak még kísértetek... Mária, Pasquale felesége
- Szigligeti Ede: Liliomfi... Erzsi, Kányai lánya
- Csiky Gergely: Ingyenélők (A proletárok)... Mákony Zelma
- Csiky Gergely: Mákvirágok (A proletárok)... Irén
- Jókai Mór: A kőszívű ember fiai... Plankenhorst Alfonsine
- Vörösmarty Mihály: Csongor és Tünde... Ledér
- Móricz Zsigmond: Rokonok... Lina, Kopjáss felesége
- Mikszáth Kálmán: A Noszty fiú esete Tóth Marival... Vilma, Noszty lánya
- Molnár Ferenc: Hattyú... Alexandra
- Molnár Ferenc: Játék a kastélyban... Annie
- Háy Gyula: Az élet hídja... Sári
- Háy Gyula: Erő... Judit, Pereszlényi felesége
- Bíró Lajos: Sárga liliom... A primadonna
- Barát Endre: Fekete arany... Anna
- Gáspár Margit: Hamletnek nincs igaza... Kalotai Lili
- Kellér Andor: A weekend beteg... Mici
- Földes Mihály: Örök szerelem... Ambrózy Sophie
- Illés Endre: Türelmetlen szeretők... Ilon
- Cserhalmi Imre: Harmadik nélkül...? ... Mária
- Gyárfás Miklós: Hatszáz új lakás... Karola
- Gáli József: Szabadsághegy...Zsuzsa
- Dunai Ferenc: A nadrág... Berta

## Díjai, elismerései
- Jászai Mari-díj (1963)